# Busk Margit Jonsson
Busk Margit Jonsson Skoog, född 10 september 1929 i Malungs församling, Kopparbergs län, är en svensk operasångerska (sopran).

## Biografi
Jonsson är dotter till garvaren Busk Johan Jonsson (1891–1965) och Hulda Cecilia Jansson (1895–1960). Jonsson framträdde hos farbror Sven i Barnens brevlåda år 1941 och utbildade sig vid Musikhögskolan i Stockholm 1946–1953 och därefter i Wien. Hon studerade även för Hjördis Schymberg och andra privatlärare. Jonsson engagerades vid Kungliga Operan i Stockholm 1954 där hon debuterade som Bertha i Nürnbergerdockan av Adolphe Adam. Hon har sjungit de flesta stora sopranrollerna och även tolkat folkvisor i radio och tv. Bland rollerna kan nämnas Blondchen i Enleveringen ur seraljen, Susanna i Figaros bröllop, Anne Trulove i Rucklarens väg och Daisy Doody i Aniara.
Från 1951 och flera år framåt gestaltade Jonsson rollen som Marit i Rune Lindströms Himlaspelet i Leksand. Busk är hennes gårdsnamn från Dalarna. Hon är född och uppväxt i Malung där hon var den första att kreera rollen som den sturska Brus Britta i Skinnarspelet 1967, även det ett bygdespel skrivet av Rune Lindström.
Jonsson var sommarvärd i radioprogrammet Sommar 1978 och har haft flera filmroller, bland annat som Anna i Värmlänningarna.
Hon har varit gift med operasångaren Ingvar Wixell 1956–1963 och med skådespelaren Helge Skoog 1964–1977.

## Filmografi[4]
- 1951 – Talande tråden
- 1953 – Bror min och jag
- 1957 – Värmlänningarna
- 1958 – Min syster och jag (tv)
- 1960 – Carmen (tv)
- 1964 – Svenska bilder
- 2020 – Måste gitt serien (TV-serie)

## Teater

### Roller
| År   | Roll            | Produktion                                       | Regi             | Teater         |
| ---- | --------------- | ------------------------------------------------ | ---------------- | -------------- |
| 1960 | Fröken Ljuvling | Milda makter Antony Hopkins och Michael Flanders | Bengt Peterson   | Blancheteatern |
| 1963 | Polly Peachum   | Tiggarens opera John Gay                         | Per-Axel Branner | Dramaten       |

## Radioteater

### Roller
| År   | Roll               | Produktion                          | Regi        |
| ---- | ------------------ | ----------------------------------- | ----------- |
| 1954 | Ida, Erkers hustru | Auktion Josef Briné och Nils Ferlin | Lars Madsén |

## Priser och utmärkelser
- 1975 – Jussi Björlingstipendiet